# ふくしまSHOW
『ふくしまSHOW』（ふくしまショウ）は、2020年4月8日からテレビユー福島（TUF）で放送されている情報バラエティ番組。

## 概要
毎回、福島県内59市町村のうち1市町村をピックアップし、地域の魅力などをランキング形式で紹介する。
放送時間は水曜日の19時から19時54分。放送翌日からTVerで見逃し配信を行っている。なお、テレビユー福島におけるゴールデンタイムの定期番組は、2015年7月まで月1回放送されていた『キラリ☆ふくしま』以来。
2020年6月10日放送分では本番組過去最高の世帯視聴率17.3%、同年11月11日放送分では同時間帯の世帯視聴率1位となる16.4%を記録している。

## 出演者

### MC
- 鏡田辰也（フリーアナウンサー）[5]元ラジオ福島アナウンサー
- 佐藤玲奈（テレビユー福島アナウンサー）二代目MCとして2021年5月5日放送回より担当

### 過去のMC
- 小湊愛巳（テレビユー福島アナウンサー）初代MCとして初回から2021年4月21日放送回まで担当

### ゲスト
- 柳沢慎吾（2020年4月8日[6]、4月15日[7]、5月20日[注釈 2][8]）
- U字工事（2020年4月29日[9]、5月13日[10]）
- あばれる君（2020年6月3日[注釈 2][11]）
- 佐藤B作（2020年6月10日[注釈 2][12]）
- 泉ピン子（2020年11月11日[13]）

### ナレーション
- ムッシュ・サイトー（ふくしまボンガーズ）[注釈 3][14]

## スタッフ
- AD：氏家文菜、石井宥名、長沼明日香
- ディレクター：伊藤明、別生福太郎、伊東正仁、渡辺孝
- プロデューサー：山内孝之
- 製作著作：テレビユー福島
- 技術協力：MTS＆プランニング

## 放送日程
| 各回 | 放送日         | サブタイトル                                                   | 取材エリア                                                                                              |
| ---- | -------------- | -------------------------------------------------------------- | --- |
| 1    | 2020年4月8日   | 新番組スタート！初回は三春町！柳沢慎吾さんとアポなしで街ブラ   | 三春町                                                                                                  |
| 2    | 2020年4月15日  | 柳沢慎吾さんとアポなしで街ブラin田村市！                       | 田村市                                                                                                  |
| 3    | 2020年4月29日  | U字工事と白河市を街ブラ！注目スポットランキングも              | 白河市                                                                                                  |
| 4    | 2020年5月13日  | U字工事と棚倉町を街ブラ！宝石のようなチョコ＆新鮮牛乳！        | 棚倉町                                                                                                  |
| 5    | 2020年5月20日  | 柳沢慎吾 未公開SP！三春町・田村市編                            | 三春町・棚倉町（総集編）                                                                                |
| 6    | 2020年5月27日  | 石川町編！最高ランク和牛「いしかわ牛」＆新コーナーも           | 石川町                                                                                                  |
| 7    | 2020年6月3日   | 県内最南端の矢祭町！矢祭町出身・あばれる君の秘蔵映像公開       | 矢祭町                                                                                                  |
| 8    | 2020年6月10日  | 福島市飯坂町・ゲスト佐藤B作                                    | 福島市飯坂町                                                                                            |
| 9    | 2020年6月17日  | 須賀川市・特撮ファン必見スポット＆激レア果実酒！               | 須賀川市                                                                                                |
| 10   | 2020年7月1日   | 二本松市編！スイーツを徹底調査！＆新企画「すごい会社」         | 二本松市                                                                                                |
| 11   | 2020年7月15日  | 会津坂下街を大特集！                                           | 会津坂下街                                                                                              |
| 12   | 2020年7月29日  | いわき市小名浜を大特集！ゲストはアルコ&ピース！                | いわき市小名浜                                                                                          |
| 13   | 2020年8月5日   | 避暑地・北塩原村！夏満喫のレジャー＆変わり種アイス大特集       | 北塩原村                                                                                                |
| 14   | 2020年8月19日  | 伊達市を大特集！桃の味覚を楽しめる逸品＆かに味噌               | 伊達市                                                                                                  |
| 15   | 2020年8月26日  | 大玉村を大特集！自然を満喫できるスポット＆絶品塩ラーメン       | 大玉村                                                                                                  |
| 16   | 2020年9月9日   | 郡山市安積町を大特集！                                         | 郡山市安積町                                                                                            |
| 17   | 2020年9月16日  | 塙町を大特集！見ごろのダリア園＆メガ盛りレストラン！           | 塙町 |
| 18   | 2020年9月30日  | 祝！半年SP 番組開始からの半年を振り返る上期総集編              | |
| 19   | 2020年10月7日  | 柳津町を大特集！あわまんじゅうの意外な事実▽新ラーメン図鑑      | 柳津町                                                                                                  |
| 20   | 2020年10月21日 | 今回は古殿町！チェーンソーアート＆鏡田アナ食べ歩き             | 古殿町                                                                                                  |
| 21   | 2020年10月28日 | 猪苗代町を大特集！オシャレな個性派カフェ＆十三割そば           | 猪苗代町                                                                                                |
| 22   | 2020年11月11日 | あの大物女優・泉ピン子が会津若松に上陸！鏡田アナもたじたじ⁉    | 会津若松市                                                                                              |
| 23   | 2020年11月25日 | 南相馬市原町区！ユニークな図書館＆鏡田アナが絶叫滑り台に挑戦   | 南相馬市原町区                                                                                          |
| 24   | 2020年12月2日  | 今回は国見町！鏡田アナが古戦場にタイムスリップ！？             | 国見町                                                                                                  |
| 25   | 2020年12月16日 | 福島市南部を大特集！                                           | 福島市南部                                                                                              |
| 26   | 2020年12月23日 | 郡山市熱海町！魅力満載の温泉宿＆大人気のパン                   | 郡山市熱海町                                                                                            |
| 27   | 2021年1月6日   | 川俣町を大特集！川俣シルク＆シャモづくし                       | 川俣町                                                                                                  |
| 28   | 2021年1月20日  | 矢吹町！おしゃれな老舗＆口コミで広がる人気スイーツ             | 矢吹町                                                                                                  |
| 29   | 2021年1月27日  | 今回は喜多方市！醤油だけじゃない喜多方ラーメン＆絶景スポット   | 喜多方市                                                                                                |
| 30   | 2021年2月3日   | 南相馬市鹿島区＆小高区を大特集！                               | 南相馬市鹿島区・小高区                                                                                  |
| 31   | 2021年2月17日  | 本宮市を大特集！                                               | 本宮市                                                                                                  |
| 32   | 2021年2月24日  | 献上桃の郷・桑折町！絶品桃スイーツが登場！                     | 桑折町                                                                                                  |
| 33   | 2021年3月10日  | 春のスイーツ祭り！                                             | 浜通り・中通り・会津                                                                                    |
| 34   | 2021年3月17日  | 相馬といえば海の幸！                                           | 相馬市                                                                                                  |
| 35   | 2021年3月31日  | 郡山市開成山周辺～洗練されたグルメが満載！                     | 郡山市開成山周辺                                                                                        |
| 36   | 2021年4月7日   | 特別編 回鍋肉VS麻婆豆腐                                        | |
| 37   | 2021年4月14日  | 楢葉町・広野町、知られざる魅力がいっぱい！                     | 楢葉町・広野町                                                                                          |
| 38   | 2021年4月21日  | 小野町・行列ができる人気店ほか                                 | 小野町                                                                                                  |
| 39   | 2021年5月5日   | 西会津町は日本海の新鮮な魚介類の宝庫！                         | 西会津町                                                                                                |
| 40   | 2021年5月12日  | いわき市湯本温泉周辺でハワイ気分！                             | いわき市湯本温泉周辺                                                                                    |
| 41   | 2021年5月26日  | 今回は鏡石町！                                                 | 鏡石町                                                                                                  |
| 42   | 2021年6月2日   | 福島市信夫山の秘密が明らかに！                                 | 福島市信夫山                                                                                            |
| 43   | 2021年6月16日  | 今回は二本松市岳温泉周辺！                                     | 二本松市岳温泉周辺                                                                                      |
| 44   | 2021年6月30日  | 今回は天栄村！                                                 | 天栄村                                                                                                  |
| 45   | 2021年8月11日  | 福島の秘境・桧枝岐村 尾瀬の絶景＆絶品グルメ＆伝統歌舞伎        | 桧枝岐村                                                                                                |
| 46   | 2021年8月18日  | 下郷町・人気観光地「大内宿」大特集！                           | 下郷町                                                                                                  |
| 47   | 2021年8月25日  | オムライスVSハンバーグ 食べたいのはどっち⁉投票結果生放送で発表 | |
| 48   | 2021年9月8日   | 鮫川村                                                         | 鮫川村                                                                                                  |
|      | 2022年3月9日   | 希望の春2時間スペシャル                                        | 初の2時間スペシャル。絶景温泉や海産グルメなどシーサイドエリアを大特集。さらに福島市VS郡山市の魅力度対決 |

### 放送について
地上波での定期的な再放送は行っていないが、TVerでは放送翌日から一週間限定で見逃し配信を行っている。また、不定期での放送として土曜もしくは日曜午後に行われることもある。

## ラジオdeふくしまSHOW
- 「テレビの裏側」をメインテーマとしたYouTube向けのコンテンツ。ふくしまSHOWメインMCでRFCラジオ福島アナウンサーでもある鏡田辰也がテンポよく進行し、ロケやテレビ番組制作の裏側について収録後のスタジオにて撮影している。
- 『ふくしまSHOW』の収録後にはテレビユー福島にて放送されている『ちゃんろく。』の生放送を控えている。
- 『ラジオdeふくしまSHOW』はラジオ福島の公式YouTubeチャンネル「rfcJOWRTV」のみで視聴することができる。

## テーマ曲
- PE'Z ｢JumpUP!｣（オープニング）
- anna「Feel My Heart」（エンディング）[1]